# Прётцель
Прётцель (нем. Prötzel) — община в Германии, в земле Бранденбург.
Входит в состав района Меркиш-Одерланд. Подчиняется управлению Барним-Одербрух. Население составляет 1148 человек (на 31 декабря 2010 года). Занимает площадь 85,53 км².
Коммуна подразделяется на 4 сельских округа.
| Год  | Население |
| ---- | --------- |
| 2005 | 1232      |
| 2010 | 1143      |

## Галерея

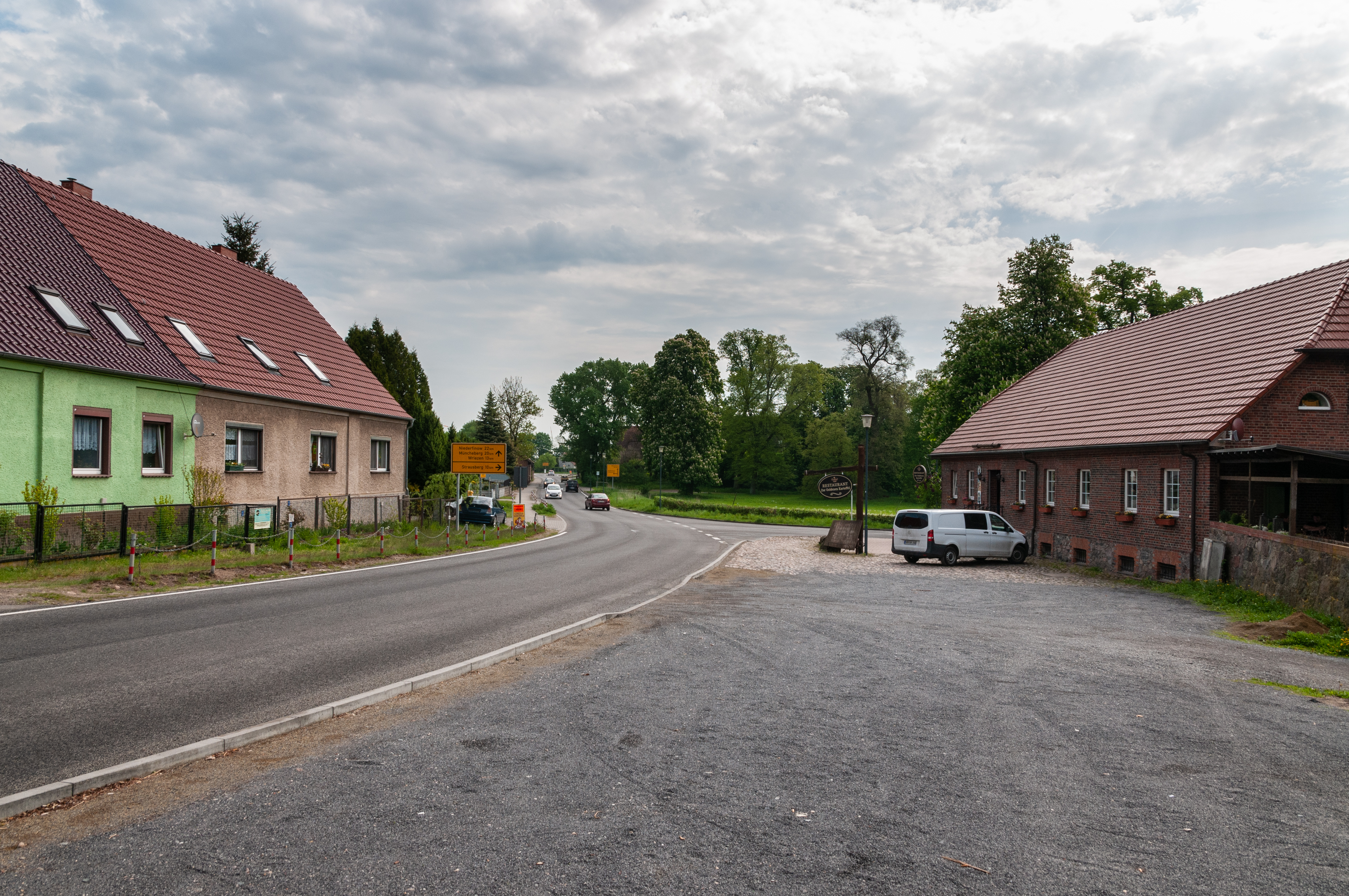
Центральное место посёлка
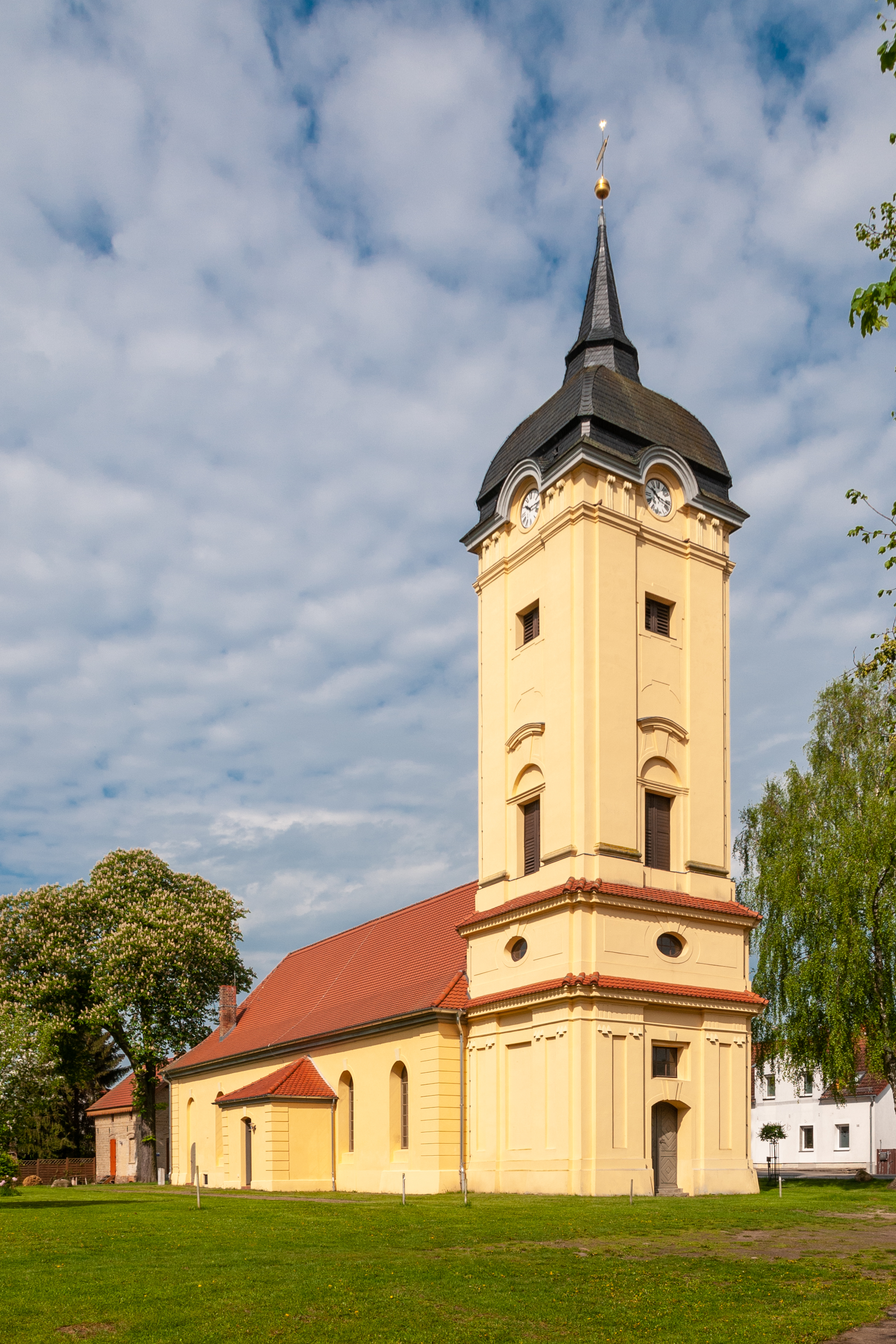
Кирха Прётцеля
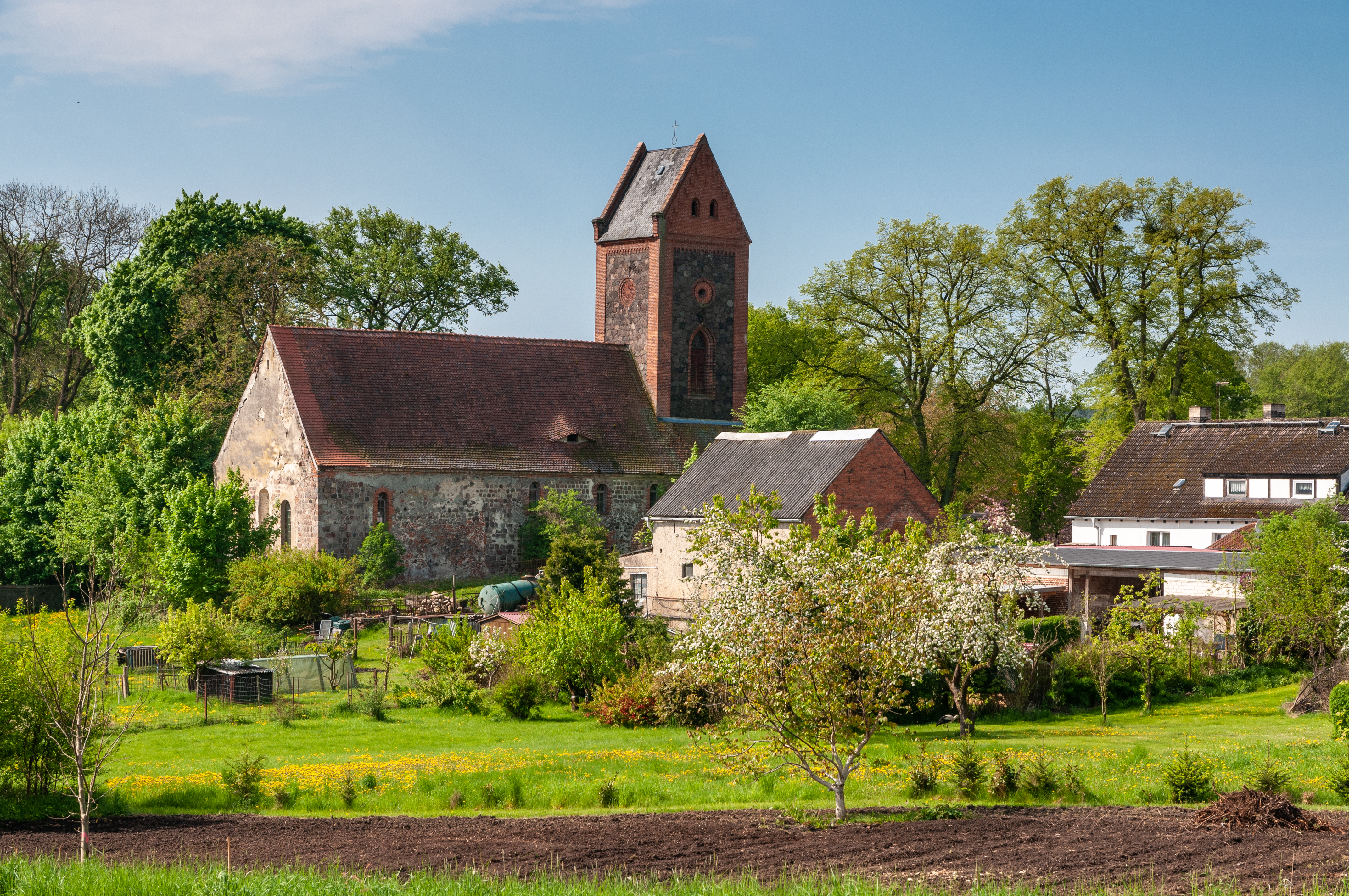
Кирха Прёдикова
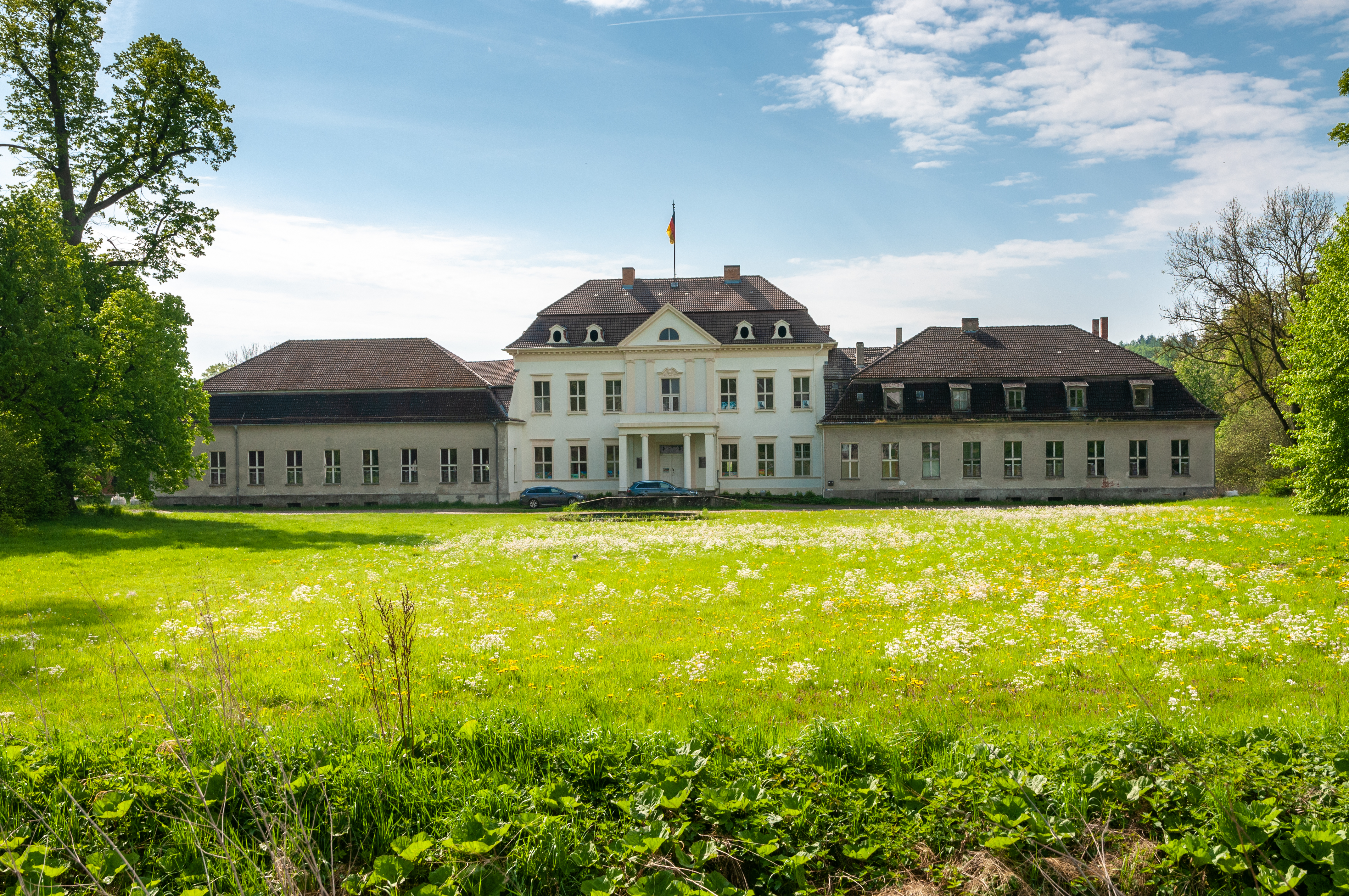
Замок
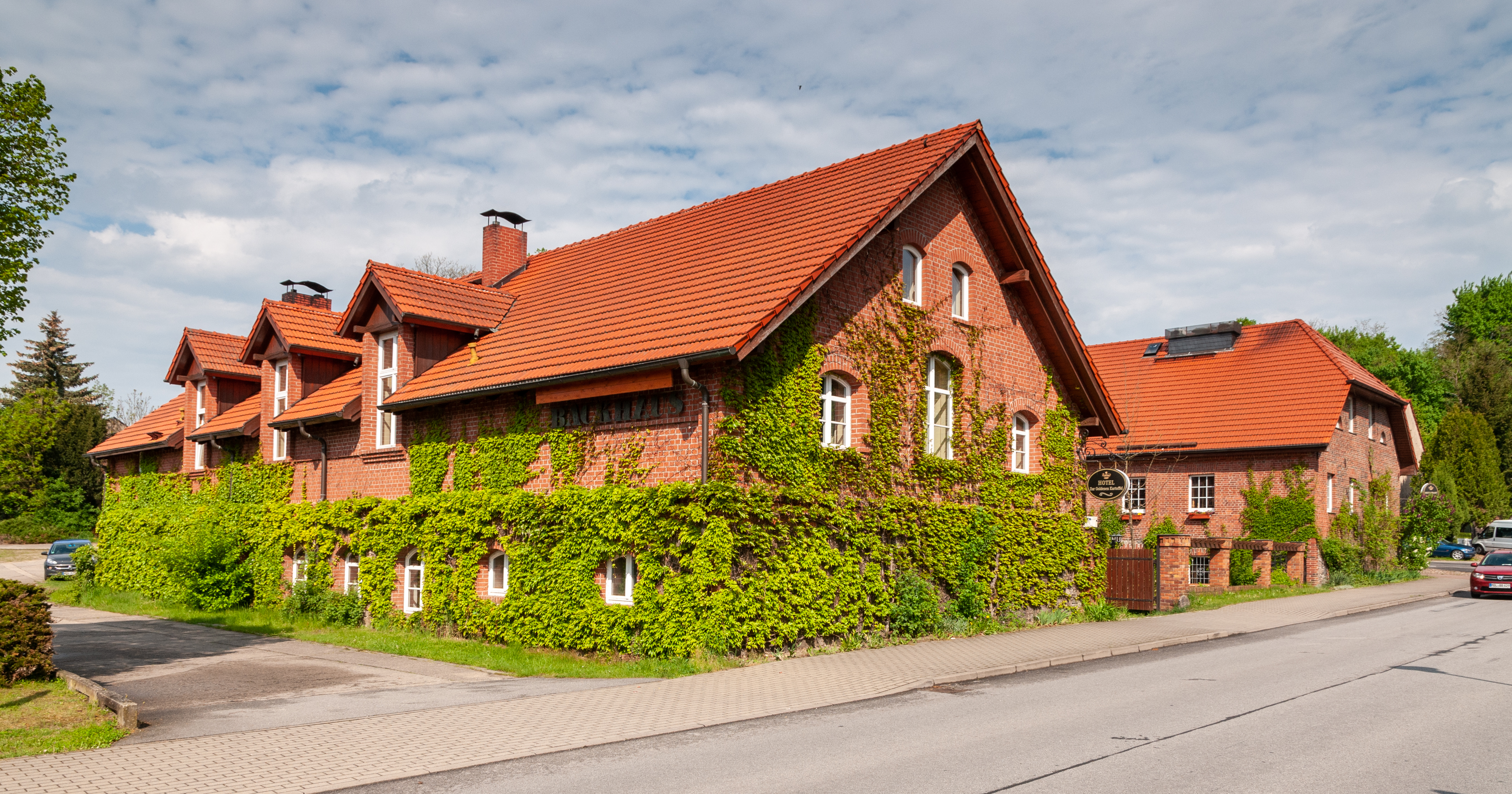
Отель
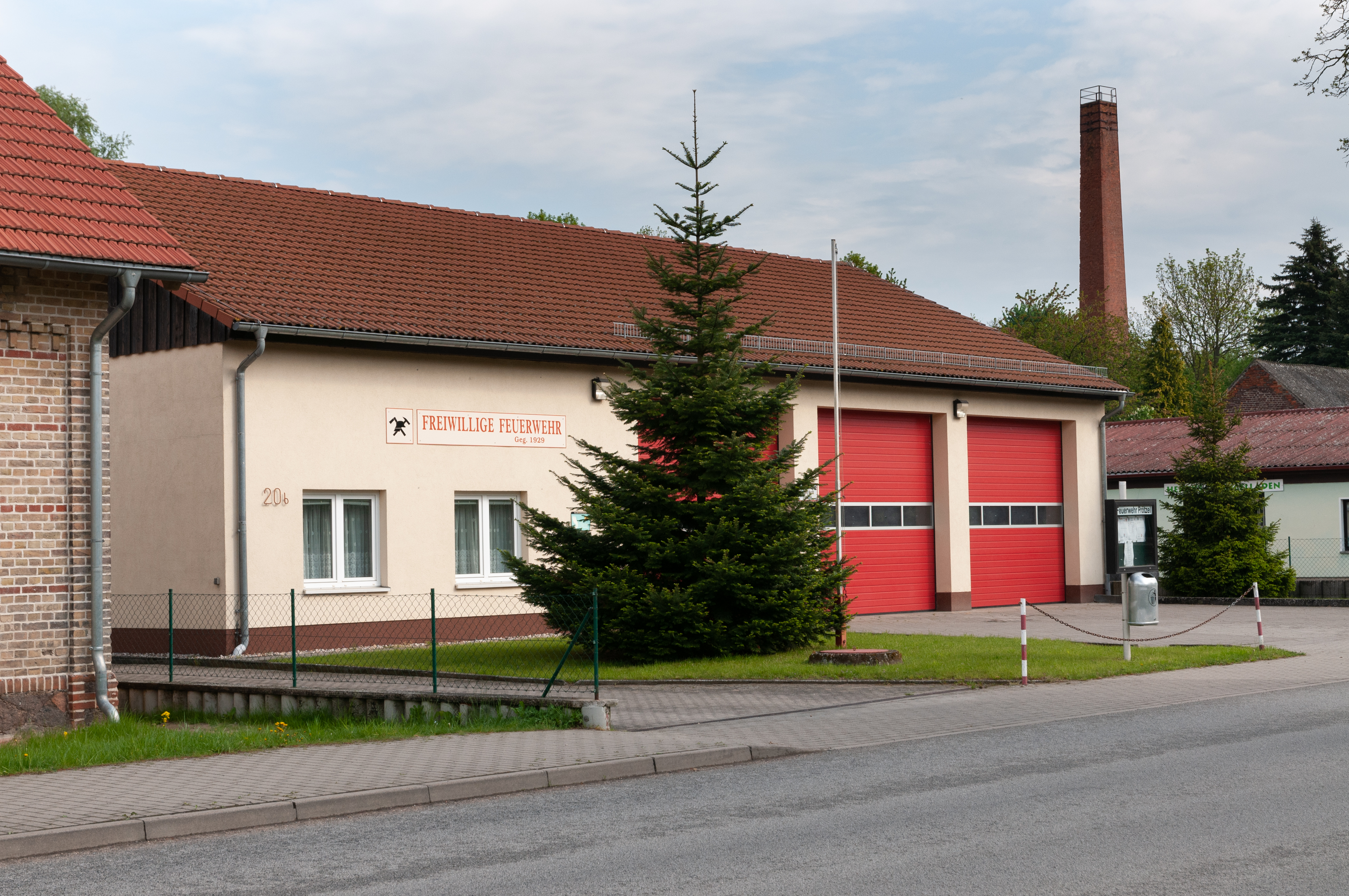
Пожарная часть